# Вашково (Новгородский район)

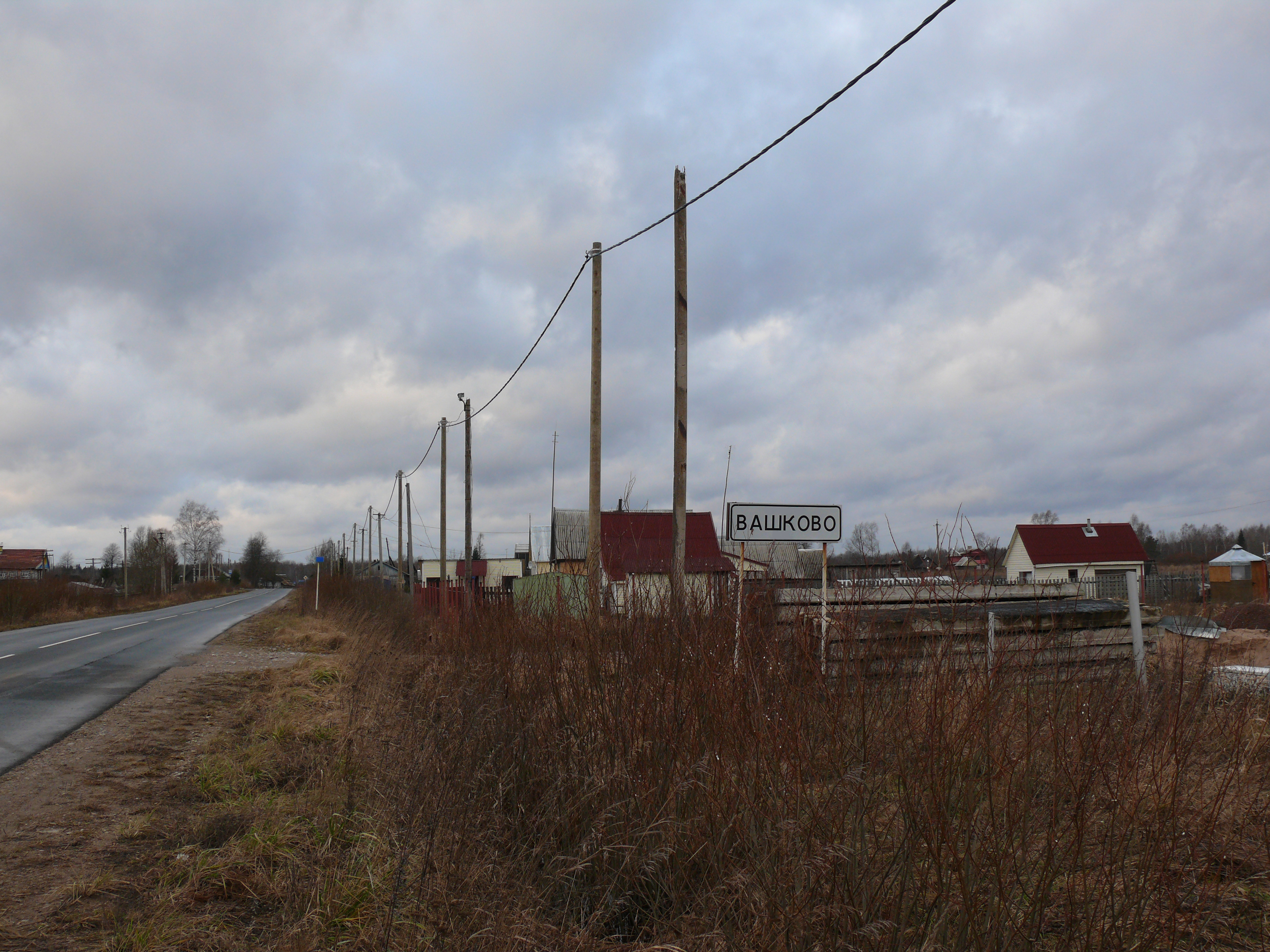
Въезд в деревню со стороны Великого Новгорода

Вашко́во — деревня в Новгородском районе Новгородской области, входит в состав Ермолинского сельского поселения.
Расположена на перекрёстке дорог между тремя населёнными пунктами: Ермолино, Кшентицы и Люболяды. Через деревню протекает небольшая река Змейка — приток Веронды.

## История
В январе—феврале 1944 года в районе деревни Вашково Красная Армия вела наступательные бои, однако именно здесь вермахту удалось приостановить советское наступление. В боях с нашей стороны участвовали: 225-я стрелковая дивизия, 29-я, 7-я, 16-я танковые бригады.
С немецкой стороны в боях под Вашково отличился как командующий и позже был награждён Рыцарским крестом Железного креста эстонский и германский военный деятель, штандартенфюрер СС Альфонс Ребане.

## Транспорт
Через Вашково проходит несколько маршрутов регулярного автобусного сообщения
- автобус № 115 Великий Новгород — Видогощь
- Великий Новгород — Дачи УВД
- Великий Новгород — Нехино

Улица: Павших Героев.